# Konungastyrelsen

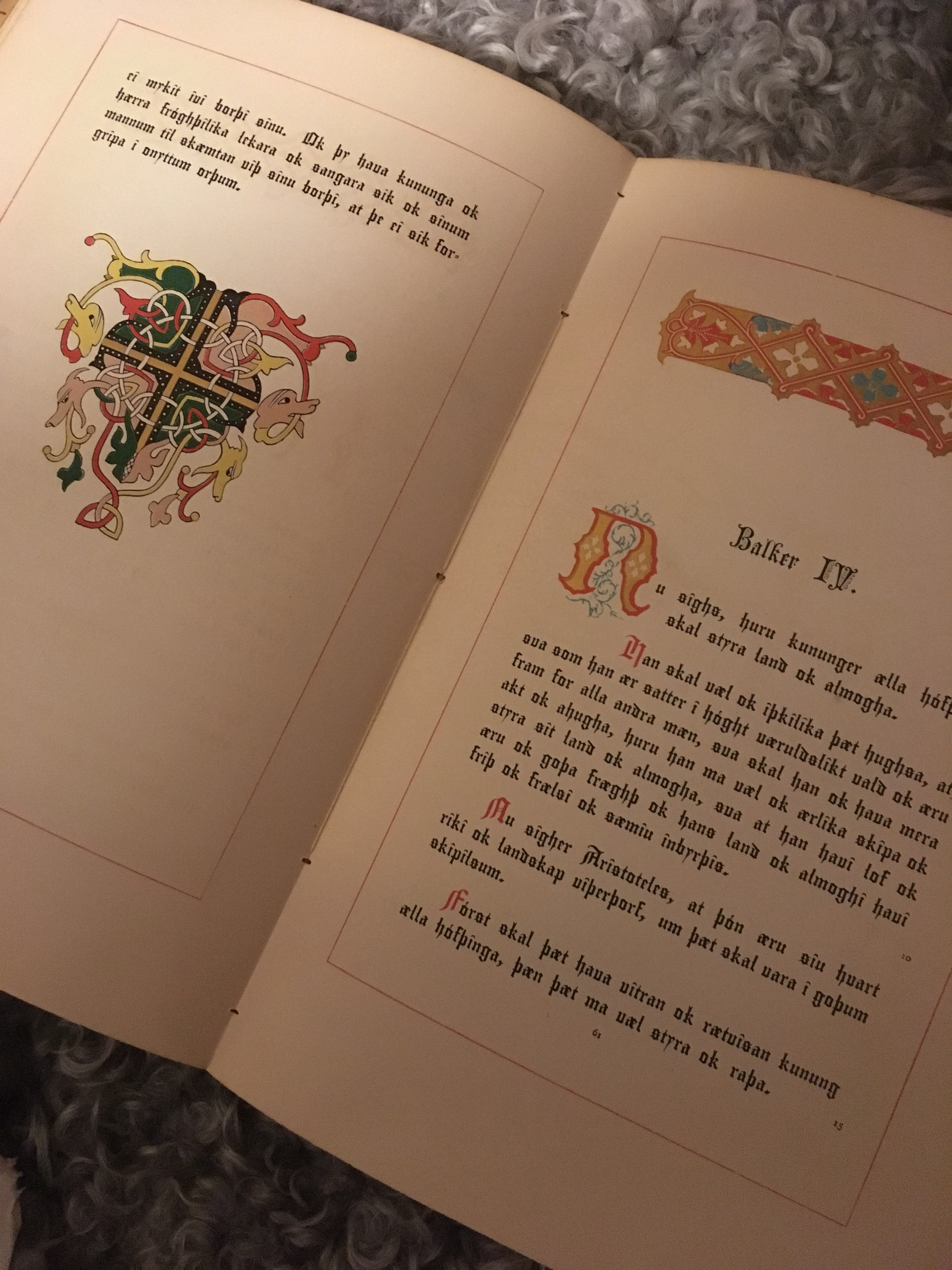
Bild på Robert Geetes upplaga, tryckt 1878

Konungastyrelsen eller Konunga- och hövdingastyrelsen (Um styrilse konunga ok höfdinga) är en svensk medeltida skrift som antagligen är skriven 1330 eller under 1350-talet. Det är en furstespegel, en handbok i konsten att regera. Den hittades på 1600-talet av Johannes Bureus, som 1634 publicerade texten efter en numera försvunnen handskrift. Det finns ett litet fragment av handskriften bevarat från 1400-talet.
Den främsta förebilden var Ægidius Romanus De regimine principum, som uttryckligen åberopas fyra gånger. Även  Aristoteles Politik samt Bibeln, i synnerhet den apokryfiska Vishetens bok, åberopas. 
Konungastyrelsens författare är okänd. Henrik Schück har som författare föreslagit Philippus Ragvaldi, dekan i Linköpings domkapitel och kungens kansler. Leif Dannert har föreslagit magister Matthias, den heliga Birgittas biktfader och förtrogne. Andra forskare har mera varit sysselsatta med frågan om de politiska tankegångarna i skriften. Man är ense om
- att Konungastyrelsen är en uppfostringslära för en ung konung.[2]
- att Konungastyrelsen förespråkar stark kungamakt (Sven Tunberg), eller till och med envåldsmakt och furstlig absolutism (Fredrik Lagerroth och Erik Lönnroth).[3]

Dannert står för en omtolkning av Konungastyrelsen, och hävdar att bara för att den förespråkar arvrike så innebär det inte att den samtidigt förespråkar absolut monarki. Även Kristin Drar och Lennart Moberg har kommit fram till liknande resultat som Dannert. Detsamma kan man säga om Michael Nordberg.
Nordberg tror i motsats till tidigare forskning  att Konungastyrelsen inte var avsedd för Magnus Eriksson utan för den unge kung Håkan Magnusson och alltså har tillkommit under 1350-talet. Även Drar och Moberg har samma datering.
Nordberg tillbakavisar också inspirationskällans avgörande betydelse, genom att istället peka på inspiration från befintliga lagar i Norden (som till exempel Magnus Erikssons landslag). Redan den yttre uppbyggnaden av Konungastyrelsen visar på detta inflytande, eftersom den liksom lagarna är indelad i balkar, och balkarna i flockar.
Även om flera historiker i stort sett är överens om dateringen är den långtifrån oproblematisk. Mycket av innehållet pekar mycket riktigt på 1350-talet; däremot pekar språket på början av 1300-talet. En noggrannare analys av språket utförd av Lars-Olof Delsing visar dessutom på variationer inom texten som tyder på att olika delar har författats vid olika tidpunkter.

Redan Moberg

noterar en del av dessa variationer, men förklarar dessa med att en skrivare som skrivit av texten först följt förlagan exakt, men efterhand låtit sina egna språkliga preferenser slå igenom. Detta håller dock inte som förklaring till alla avvikelserna. Istället är den troligaste förklaringen att Konungastyrelsen i sin första version varit en tämligen trogen översättning/bearbetning av De regimine principum, möjligen utförd redan på 1280-talet. Senare har texten kompletterats med dels ett längre avsnitt i början och dels ett antal mindre inskott i resten av texten. Dessa tillägg utgörs dels av avsnitt som baseras på andra texter, som nämnts ovan, och dels av självständigt författade delar. Denna hypotes bygger dels på Knut Fredrik Söderwalls analys av möjliga förebilder till Konungastyrelsen,

och dels på Delsings egna statistiska analyser av texten. Vissa språkliga drag tyder dessutom på att den förste författaren varit från Svealand, medan den andre författaren/redaktören varit från Götaland.